# Pinware
Pinware is een gemeente (town) in de Canadese provincie Newfoundland en Labrador.

## Geschiedenis
In 1978 werd het dorp een gemeente met de status van local government community (LGC). In 1980 werden LGC's op basis van The Municipalities Act als bestuursvorm afgeschaft. De gemeente werd daarop automatisch een community om een aantal jaren later uiteindelijk een town te worden.

## Geografie
De gemeente ligt aan de Straat van Belle Isle in het uiterste zuiden van de regio Labrador, op 27 kilometer ten oosten van Quebec. De plaats ligt langsheen Route 510, het zuidelijke gedeelte van de Trans-Labrador Highway, tussen de plaatsen West St. Modeste en Red Bay. Het bevindt zich in de kustregio Labrador Straits.

## Demografie
Pinware is met een inwoneraantal van 64 de kleinste gemeente van de regio Labrador. Demografisch gezien is Pinware, net zoals de meeste afgelegen plaatsen in de provincie, aan het krimpen. Tussen 1981 en 2021 daalde de bevolkingsomvang er van 201 naar 64. Dat komt neer op een daling van 136 inwoners (-67,7%) in 40 jaar tijd.
| Demografische ontwikkeling van Pinware tussen 1951 en 2021                 |
| -------------------------------------------------------------------------- |
|                                                                            |
| Bron: Statistics Canada (1951–1986, 1991–1996, 2001–2006, 2011–2016, 2021) |

## Gallery

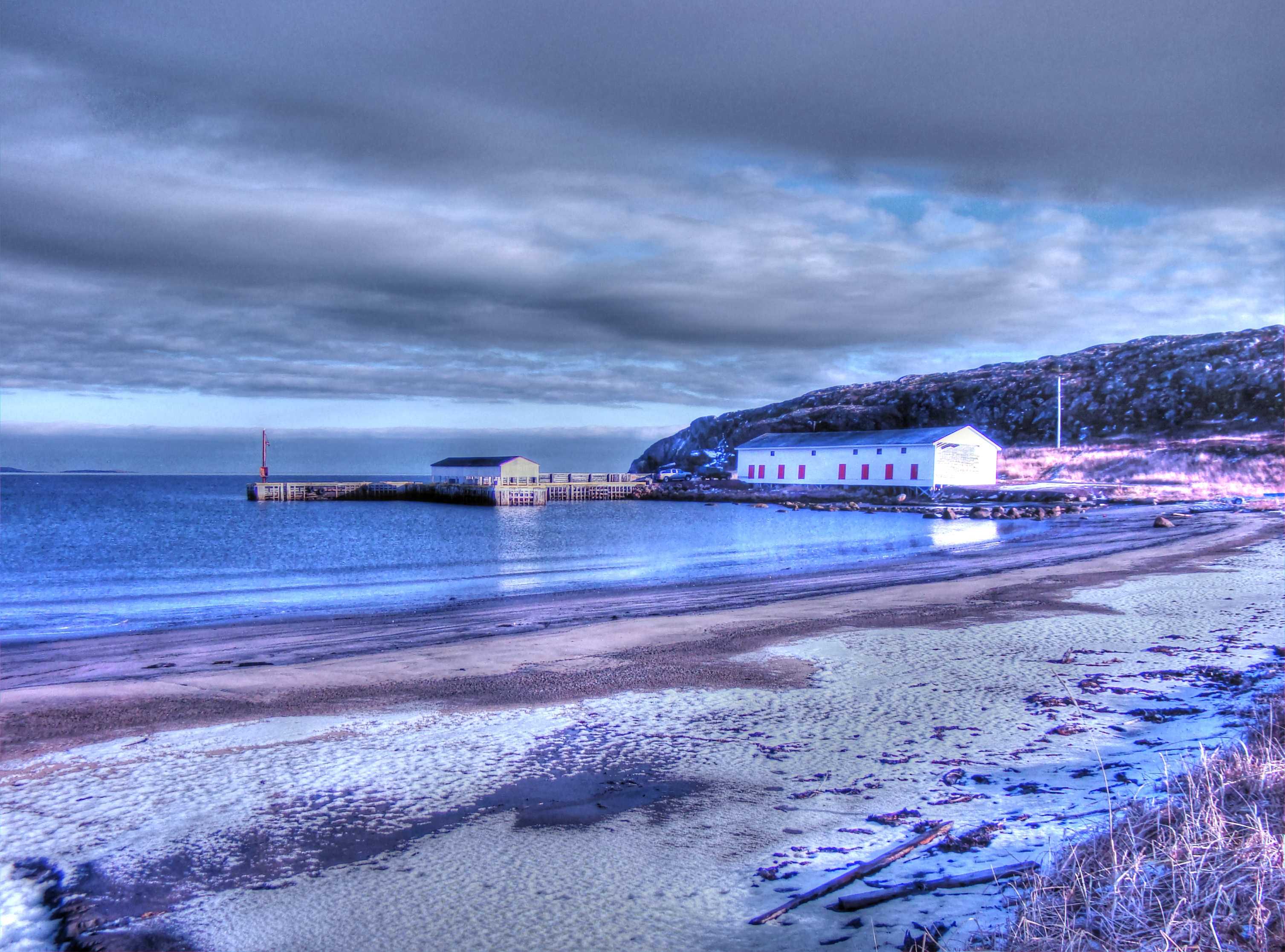
Winterbeeld van de kade en de gesloten visverwerkingsfabriek (2013)
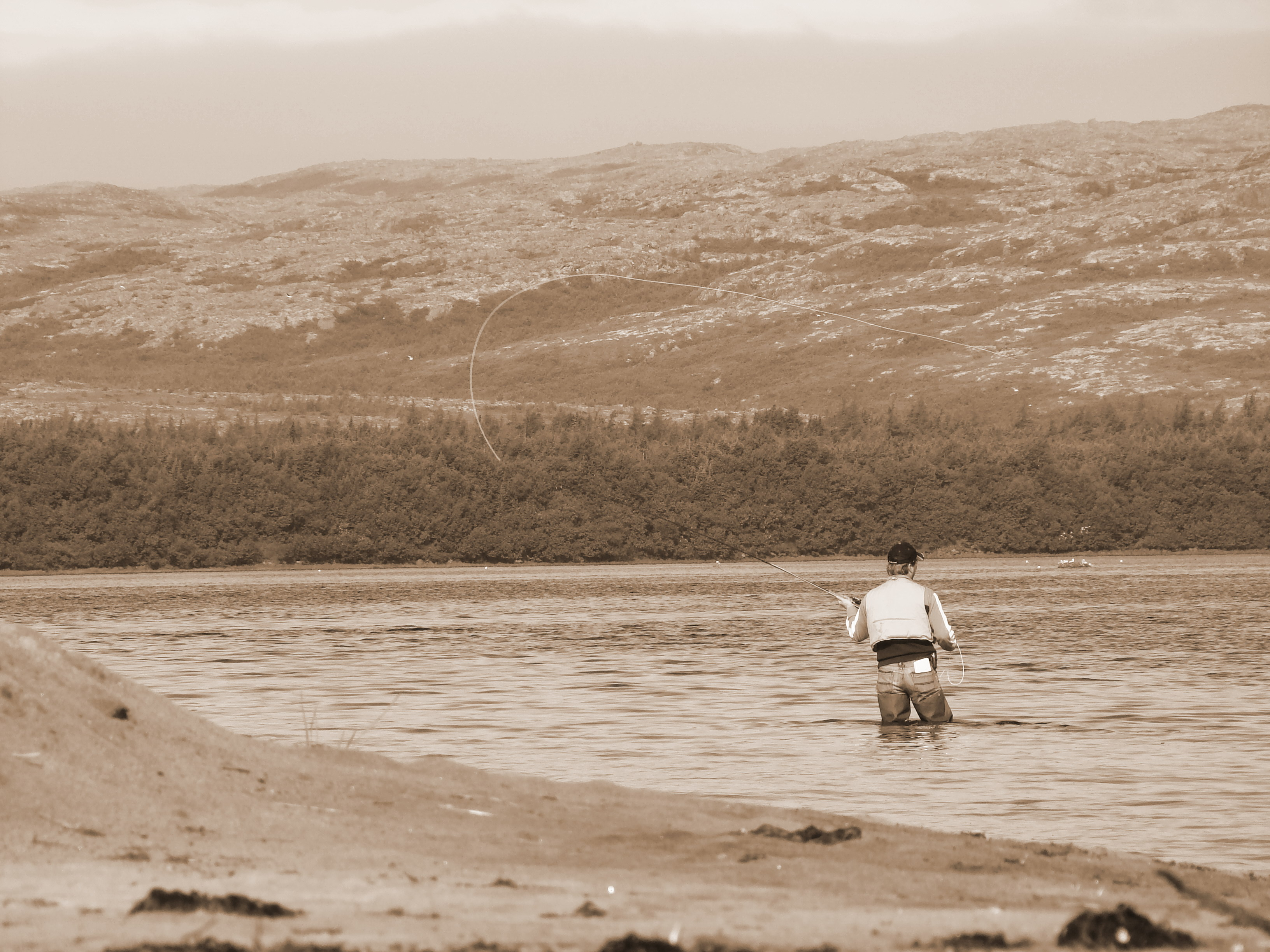
Een vliegvisser aan de rand van het dorp